# 1756
1756 (MDCCLVI) fue un año bisiesto comenzado en jueves según el calendario gregoriano.

## Acontecimientos
- 16 de enero: Tratado de Westminster.
- 15 de febrero: Un terremoto de 6,4 sacude la ciudad alemana de Düren.
- 27 de enero: nacimiento del compositor Wolfgang Amadeus Mozart.
- 17 de marzo: en la Crown y Thistle Tavern (Nueva York) se celebra por primera vez el Día de San Patricio.
- 12 de abril: en el marco de la Guerra de los Siete Años, los franceses invaden Menorca, entonces bajo control británico.
- 1 de mayo: en el Palacio de Versalles, Francia y Austria firman el primer Tratado de Versalles.
- 17 de mayo: en el marco de la Guerra de los Siete Años, la guerra comienza formalmente cuando Inglaterra declara la guerra a Francia.
- 20 de mayo: en el marco de la Guerra de los Siete Años, se libra Batalla de Menorca: La flota británica bajo el mando de John Byng es derrotada por la francesa bajo el mando de Augustin de la Gallisonnière.
- 28 de mayo: en el marco de la Guerra de los Siete Años, la guarnición británica en Menorca se rinde ante los franceses.
- 25 de junio: en Londres se funda The Marine Society, la beneficencia para marinos navegantes más antigua del mundo.

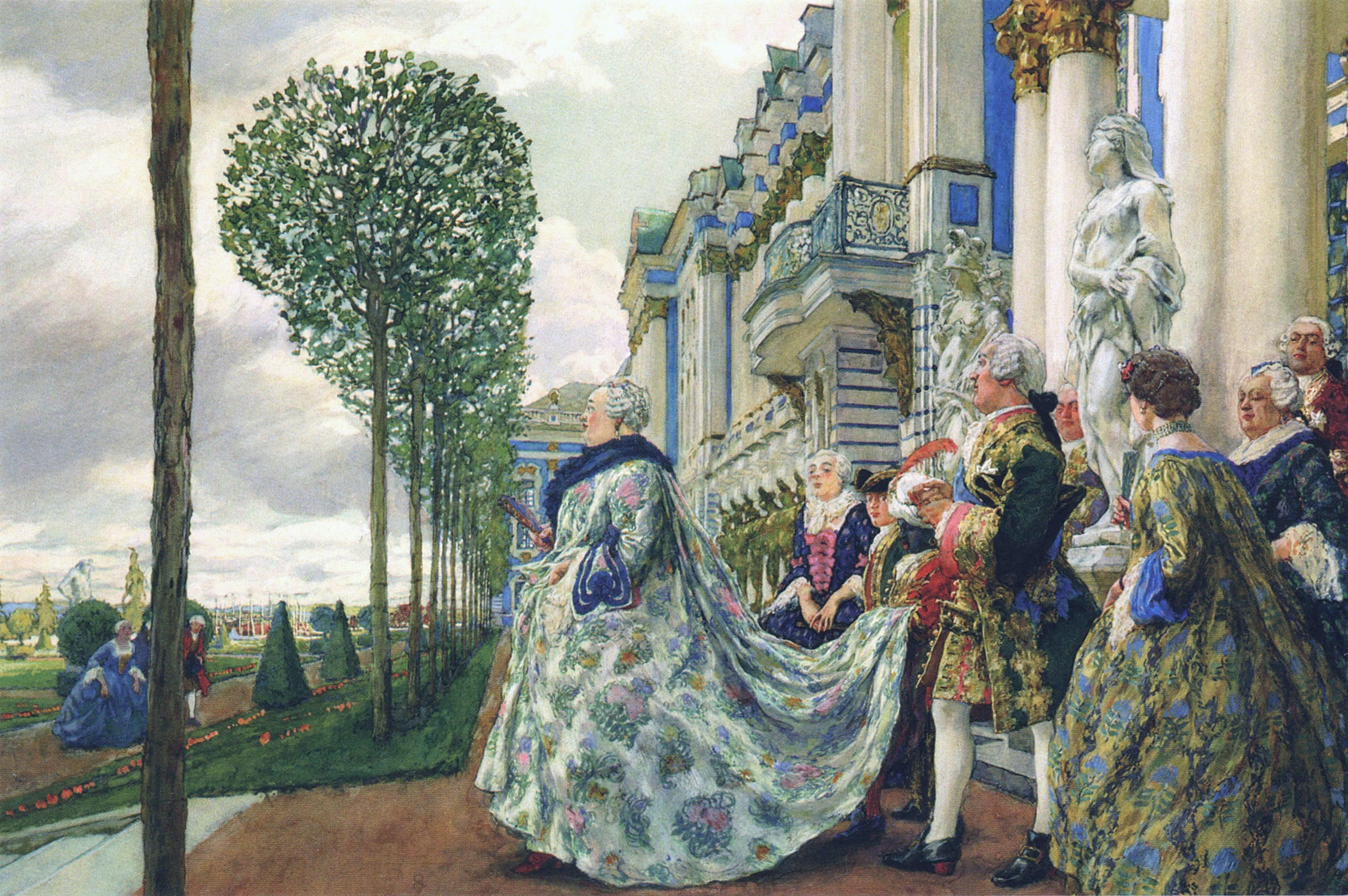
La emperatriz Isabel en la terraza del recién construido Palacio de Catalina (1905), pintura de Eugene Lanceray, ahora en la Galería Tretyakov.

- 14 de julio: Terremoto 7.5 golpea el centro de Costa Rica, tuvo una gran duración.
- 30 de julio: Bartolomeo Rastrelli presenta el recién construido Palacio de Catalina a la reina Isabel I de Rusia y sus cortesanos.
- 14 de agosto: en el marco de la Guerra de los Siete Años, Fort Oswego cae ante los franceses.
- 17 de agosto: en Padua (Italia) se registra un tornado (posiblemente un F3).
- 29 de agosto: Federico II el Grande invade Sajonia, comenzando la guerra en el continente.
- 1 de octubre: en el marco de la Guerra de los Siete Años se libra la batalla de Lobositz: Federico II el Grande derrota una flota austríaca bajo el mariscal Ulises Maximiliano von Browne.
- 17 de octubre: se rinde el Ejército de Sajonia.
- Diciembre: en el marco de la Guerra de los Siete Años, milicias de la provincia de Carolina del Norte construyen un fuerte en la frontera oeste de la provincia para protegerse contra los nativos aliados con los franceses. El fuerte es llamado Fort Dobbs en honor del gobernador de Carolina del Norte, Arthur Dobbs, quien persuadió a la legislatura de su provincia para comenzar la construcción un año antes.

### Acontecimientos sin fechas
- Federico II el Grande fuerza a los campesinos de Prusia a sembrar la impopular y oscura patata.
- En Asia central, los chinos exterminan a los zungaria y conquistan el valle del río Ilí.
- Francia ocupa las islas Seychelles.
- Se funda La Higuerita, puerto pesquero de importancia en el suroeste español, actual Isla Cristina, con motivo de la devastación costera sufrida por el terremoto de Lisboa de 1755.

## Eventos en marcha
- La Guerra Franco-india (1754-1763).
- La Guerra de los Siete Años (1756-1763).

## Arte y literatura
- La fábrica de porcelana francesa se traslada a Sèvres.
- Frances Abington crea la compañía teatral Drury Lane.
- Tobias Smollett se convierte en editor del Literary Review.
- Gilbert White se convierte en coadjutor de Selborne (Hampshire).
- Thomas Amory: Life of John Buncle.
- Edmund Burke: A Vindication of Natural Society: A View of the Miseries and Evils Arising to Mankind.
- Johann Matthias Gesner: Primæ lineæ isagoges in eruditionem universalem.
- Solomon Gessner: Idilios.
- Emanuel Swedenborg: Arcanos celestes

### Teatro
- Athelstane de John Brown (1715-1766).
- Douglas de John Home.

## Música
- Christoph Willibald Gluck es nombrado caballero por el papa Benedicto XIV.

Óperas
- - Baldassare Galuppi: Idomeneo
  - Pierre van Maldere: Le Déguisement pastorale
  - Jean-Philippe Rameau: Zoroastre
  - Antonio Sacchini: Fra Donato

Nacimiento de Wolfgang Amadeus Moza
rt

## Ciencia y tecnología
- Voltaire: Ensayo sobre las costumbres y el espíritu de las naciones.

## Nacimientos
- 27 de enero: Wolfgang Amadeus Mozart, músico y compositor austriaco (f. 1791).
- 17 de febrero: Juan Pablo Forner, escritor español (f. 1799).
- 3 de marzo: William Godwin, político y escritor inglés (f. 1836)
- 24 de marzo: Franziska Lebrun, cantante y compositora alemana (f. 1791).
- 30 de marzo: Juan Antonio Llorente, secretario general e historiador de la Inquisición (f. 1823).
- 29 de agosto: Jan Śniadecki, matemático, astrónomo y filósofo polaco (f. 1830).
- 1 de septiembre: Miguel José Sanz, jurista y prócer venezolano (f. 1814).
- 22 de septiembre: William Smith, político y abolicionista británico (f. 1835).

## Fallecimientos
- 11 de junio: César Chesneau Dumarsais, gramático y filósofo francés (n. 1676).